# Antonio Codronchi
Antonin, comte Codronchi (° 5 août 1746 - Imola † 22 janvier 1826 - Ravenne) est un prélat italien des XVIIIe et XIXe siècles.

## Biographie
Antonin Codronchi était nonce du pape à Turin depuis 1778, lorsqu'il fut consacré, le 8 mai 1785, par S.E. Barnaba Chiaramonti (depuis pape Pie VII), archevêque de Ravenne.
L'archevêque facilita par son zèle la conclusion de la paix de Tolentino en 1797 et joua un rôle au congrès de Lyon en 1802.
Il jouissait déjà d'une remarquable autorité personnelle, lorsque Napoléon Ier, devenu roi d'Italie, le nomma son 
grand-aumônier, sénateur, et grand-dignitaire de l'Ordre de la Couronne-de-Fer.
Charles Jean La Folie le décrit comme un « prélat fin, délié, et bien placé à la cour, où, sous des dehors agréables, il faut cacher son véritable caractère
 ».
Il se rallia aux Bourbons après la chute de Napoléon.
Mgr Codronchi est mort à Ravenne le 22 janvier 1826.

## Titres
- Comte du royaume d'Italie (lettres patentes du 12 avril 1809) ;

## Distinctions

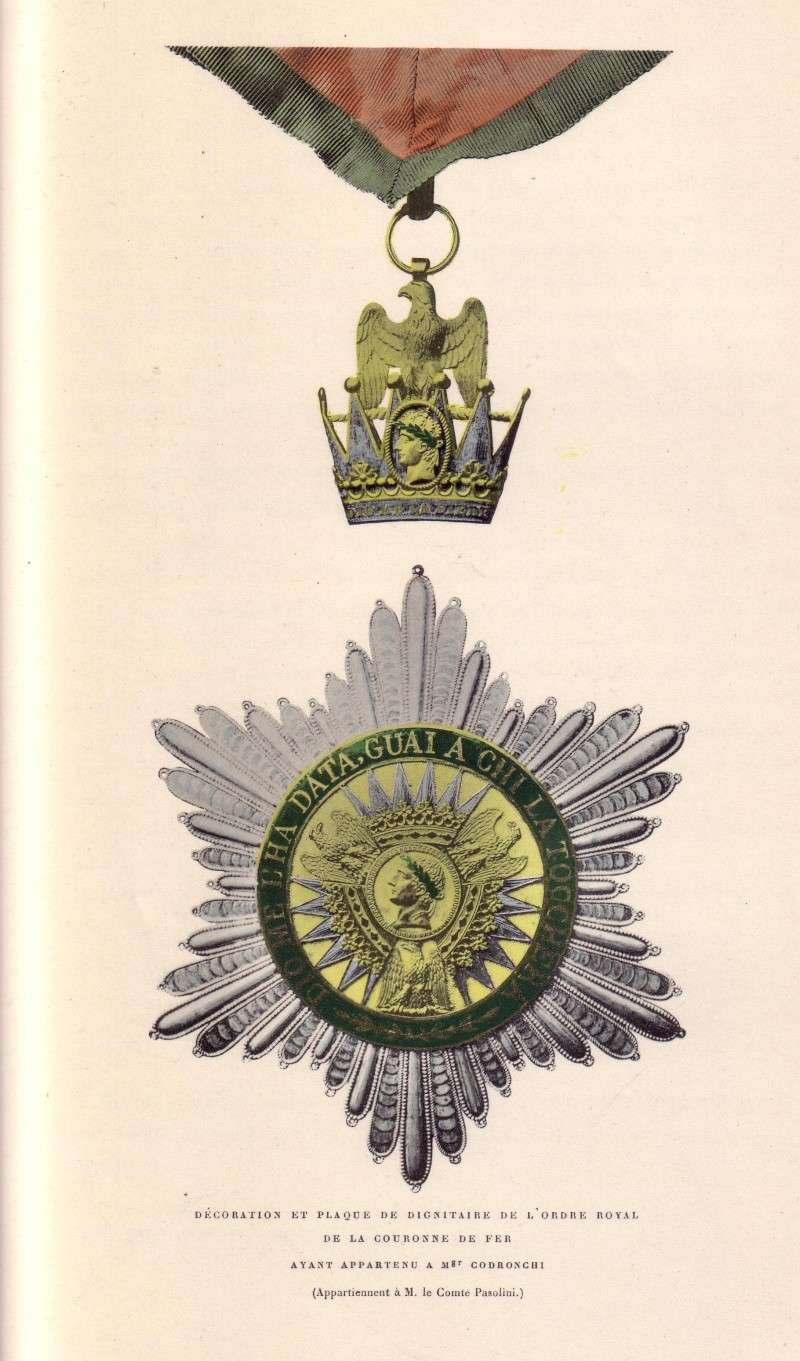
Décoration et plaque de dignitaire de l'Ordre royal de la Couronne de Fer ayant appartenu à Mgr Antonio Codronchi.

- Grand dignitaire de l'ordre de la Couronne de fer.

## Lignée épiscopale
1. Mgr l'archevêque Antonio Codronchi (1785) ;
2. S.E. Barnaba Chiaramonti (O.S.B., depuis S.S. le pape Pie VII) (1782) ;
3. S.E. Francesco Saverio de Zelada (1766) ;
4. S.S. Carlo della Torre Rezzonico (1743) ;
5. S.S. Prospero Lorenzo Lambertini (1724) ;
6. S.S. Pietro Francesco (Vincenzo Maria) Orsini de Gravina, O.P. (1675) ;
7. S.E. Paluzzo  Paluzzi Altieri Degli Albertoni (1666) ;
8. S.E. Ulderico Carpegna (1630) ;
9. S.E. Luigi Caetani (1622) ;
10. S.E. Ludovico Ludovisi (1621) ;
11. Mgr l'archevêque Galeazzo Sanvitale (1604)
12. S.E. Girolamo Bernerio, O.P. (1586) ;
13. S.E. Giulio Antonio Santorio (1566) ;
14. S.E. Scipione Rebiba ;

Mgr Codronchi fut le principal consécrateur de
- Mgr l'évêque Paolo Lamberto D'Allègre (it) ;
- Mgr l'évêque Gabrio Maria Nava ;
- S.B. Francesco Milesi ;
- Mgr l'évêque Stefano Bonsignori (it) ;
- Mgr l'évêque Andrea Bratti (it) ;
- Mgr l'évêque Innocenzo Maria Lirutti (it) (O.S.B.) ;
- Mgr l'archevêque Baldassarre Francesco Rasponi (it) ;
- Mgr l'évêque Gualphardus Ridolfi ;
- Mgr l'évêque Tommaso Ronna (it) ;
- Mgr l'évêque Giuseppe Crispino Mazzotti ;